# Danilo Casagrande
Danilo Casagrande (Treviso, 17 novembre 1916 – ...) è stato un calciatore italiano, di ruolo centrocampista.

## Carriera
Cresciuto nel Bologna, gioca per un anno in prestito al Budrio in Prima Divisione. Rientrato ai felsinei, ha fatto parte della rosa del Bologna in Serie A dal 1936 al 1938, giocando anche una partita in massima serie nella stagione 1937-1938. Successivamente ha giocato per un anno in Serie B in prestito alla Salernitana (26 presenze in campionato e 2 in Coppa Italia senza mai segnare) e per quattro stagioni consecutive in Serie C, sempre in prestito, con le maglie di Carpi, Parma e, per due anni consecutivi, Siracusa.
Durante la Divisione Nazionale 1943-1944 è sceso in campo in due occasioni con la maglia del Bologna e dopo la fine della guerra ha vestito per una stagione la maglia del Riccione in Serie C.

## Palmarès

### Club

#### Competizioni nazionali
- Campionato italiano: 1

Bologna: 1936-1937